# Список умерших в 894 году

## Апрель
- 8 апреля — Адалельм, граф Труа (886—894).

## Декабрь
- 12 декабря — Гвидо Сполетский, король Италии (889—894), император Запада (891—894), маркграф Камерино, герцог Сполето (под именем Гвидо III) (882—888/889)[1].

## Дата смерти неизвестна или требует уточнения
- Ибн Абу ад-Дунья, мусульманский учёный, историк, хадисовед, литературовед, аскет[2].
- Святополк I, князь Нитранского княжества (850-е—871), третий князь Великой Моравии (871—894)[3].
- Усман ад-Дарими, исламский богослов, муфассир, хадисовед, факих.
- Хивел ап Рис, король Гливисинга (856—886)[4].